# Biosphere
Biosphere — проєкт норвезького музиканта Гіра Йенссена (Geir Jenssen). Назва проєкту походить від назви станції Biosphere 2 — штучної закритої екологічної системи, що має вигляд скляного будинку у формі кулі, що знаходиться в штаті Аризона. Проєкт розвивається в таких різновидах електронного ембієнту, як ембієнт-техно та ембієнт-хауз.

## Діяльність
Після виходу альбому «The North Pole» на лейблі Submarine, Дженссен почав випускати свою музику під псевдонімом Biosphere на маловідомих норвезьких компіляціях. Його першими релізами Biosphere були 12-дюймовий сингл «The Fairy Tale» та альбом Microgravity, обидва з яких були відкинуті SSR як неринкові. Альбом «Microgravity» вийшов у 1991 році на норвезькому лейблі Origo Sound, а в 1992 році був виданий дочірнім лейблом R&S Records Apollo і отримав багато схвальних відгуків від критиків. У 1992 році Дженссен написав пісню «I'll Strangle You» для проекту Гектора Зазу «Sahara Blue». У 1993 році Дженссен співпрацював з німецьким ембієнт-музикантом Пітом Намлуком над альбомом «The Fires of Ork».
У 1994 році вийшов другий альбом Biosphere, Patashnik, на якому Дженссен продовжив досліджувати свої ембієнт-хаусні стилі ще більшою мірою, використовуючи тему загубленого космонавта, що безцільно дрейфує у космосі. Patashnik містив перші натяки на зменшення бітової структури пісень, що буде характерним для наступних релізів Biosphere. На відміну від першого альбому, Patashnik швидко підхопила порівняно велика міжнародна аудиторія, що принесло Biosphere більше визнання. Дженссен також записувався під псевдонімом Cosmic Explorer, отримавши хіт у Бельгії з EP The Hubble.
У 1995 році Levi Strauss & Co. шукали новий ракурс для своєї телевізійної рекламної кампанії (яка до того моменту ніколи не включала електронну музику), і вони вирішили використати аптемпо-трек «Novelty Waves» від Patashnik. Незабаром після цього «Novelty Waves» був випущений як сингл (з реміксами інших виконавців) і потрапив до чартів кількох країн, досягнувши 51 місця у Великій Британії. Хоча Дженссен ніколи не шкодував про те, що дав дозвіл на використання треку, він також ніколи не прагнув такої слави і згодом відхилив різні пропозиції своєї звукозаписної компанії та колег співпрацювати з відомими техно і драм-н-бейс виконавцями або створити наступний альбом у тому ж стилі. Того ж року Biosphere ексклюзивно записав пісню «The Seal and the Hydrophone» для альбому Apollo 2 — The Divine Compilation, випущеного лейблом Apollo Records.
Substrata (1997) — суто атмосферний ембієнт-альбом Biosphere, випущений на лейблі All Saints Records. Substrata, який ознаменував перехід Дженсена до інтенсивно мінімалістичного стилю, не тільки часто вважається найкращою роботою Дженсена на сьогоднішній день, але й одним з класичних ембієнт-альбомів усіх часів. Substrata містить семпли з американського телесеріалу «Твін Пікс».
У 2000 році Дженссен випустив Cirque на своєму новому домашньому лейблі Touch, альбом в стилі ембієнт, що складається з приглушених бітів, семплів і мінімальної атмосфери. Хоча Cirque ненадовго повернувся на територію, охоплену попередніми релізами Biosphere, ритм-секція протягом усього альбому залишається елементом фону, на відміну від перших двох релізів Biosphere, де барабани займали домінуючу частку переднього плану.
У 2002 році він випустив Shenzhou, п'ятий повноформатний альбом під назвою Biosphere. Цей альбом був більш абстрактною роботою, яку можна порівняти з альбомом Aphex Twin 1994 року «Selected Ambient Works Volume II». Матеріал альбому побудований на подовжених, зміщених за висотою тональностях петель, взятих з La Mer (Море) та Jeux (Гра) Дебюссі.
Випущений у 2004 році, Autour de la Lune є наймінімалістичнішим і найсуворішим альбомом Biosphere на сьогоднішній день. Дрони, використані в цьому альбомі, можна порівняти з альбомом Time Machines 1998 року Coil за тембром і повільною швидкістю змін. Більша частина цієї роботи була спочатку замовлена і транслювалася у вересні 2003 року на Radio France Culture для музичного нагадування про Жюля Верна.
У 2006 році Дженссен випустив Dropsonde, наполовину без ритму, наполовину ритмічний альбом, що складається з джазових ритмів, які нагадують джазові ф'южн-роботи Майлза Девіса 1970-х років. Частковий вініловий семплер вийшов кількома місяцями раніше, у 2005 році.
У 2009 році Biosphere видав Wireless: Live at the Arnolfini, Bristol, його перший концертний альбом, до якого увійшли такі нові треки, як «Pneuma» та «Pneuma II».

## Дискографія
Biosphere:
| Дата видання | Назва             |
| ------------ | ----------------- |
| 1991         | Microgravity      |
| 1994         | Patashnik         |
| 1996         | Best of Biosphere |
| 1997         | Insomnia          |
| 1997         | Substrata         |
| 2000         | Cirque            |
| 2001         | Substrata 2       |
| 2002         | Shenzhou          |
| 2004         | Autour de la Lune |
| 2005         | Dropsonde LP      |
| 2006         | Dropsonde CD      |

Higher Intelligence Agency & Biosphere:
- Polar Sequences (1996)
- Birmingham Frequencies (2000)

Pete Namlook & Geir Jenssen:
- The Fires of Ork (1993)
- The Fires of Ork 2 (2000)